# چارلز مک‌کی
چارلز مک‌کی (انگلیسی: Charles McKee؛ زادهٔ march ۱۴, ۱۹۶۲ (۶۳ سال)) قایقران اهل ایالات متحده آمریکا است.